# Cyclanthera lalajuela
Cyclanthera lalajuela là một loài thực vật có hoa trong họ Cucurbitaceae. Loài này được Hammel & J. A. Gonzalez mô tả khoa học đầu tiên năm 2009.